# Унтерхахинг (футбольный клуб)
«Унтерхахинг» (нем. Spielvereinigung Unterhaching) — немецкий спортивный клуб из одноимённого города, муниципалитета в южных предместьях Мюнхена.
Футбольная команда клуба широко известна и представляла Мюнхен, играя на одном уровне в первой Бундеслиге с такими известными и титулованными клубами, как мюнхенская «Бавария» и «Мюнхен-1860» в течение двух сезонов: 1999/00 и 2000/01 гг. На протяжении четырёх сезонов (2017/18 — 2020/2021) клуб выступал в Третьей лиге.

## История
Футбольный клуб отделяется от гимнастического (как части спортивного общества), и спортивный клуб «TSV Hachinger, SpVgg Unterhaching» 1 января 1925 становится независимым футбольным клубом. В 1932 году клуб достигает класса «А». Однако, вслед за этим клуб расформировывается в 1933 году, поскольку нацисты сочли его «политически ненадёжным». Клуб был воссоздан вновь только после окончания Второй мировой войны. Своё выступление он начал в четвёртом любительском дивизионе класса «В».
Футбольная команда Унтерахинга была местной любительской командой без существенных успехов до того момента, как начала подъём через структуру футбольных лиг Германии. Этот процесс начался в 1976 году, после того, как клуб удачно выступил в классе «В» и вновь поднялся в класс «А».
С 1977 по 1988 годы команда уверенно играла в любительских дивизионах, и в 1989 вышла во Вторую Бундеслигу (заняв там 20 место, и вылетев опять в Региональную лигу). У клуба был шанс раньше оказаться во Второй Бундеслиге, но в 1983 году «Унтерхахинг» проиграл стыковой матч за повышение в классе. «Унтерхахинг» повторно вышел во Вторую Бундеслигу в 1992 году, но занял там 18 место и снова вылетел. Вновь он появился там в 1995 году.

### Бундеслига
С возвращением во Вторую Бундеслигу в сезоне 1995/96 клуб начал новый период, который окажется для него самым успешным. Клуб выступал крайне нестабильно (первый сезон — 4-е место, затем — 6-е и 11-е), однако команда сумела подготовиться к «большому прыжку», и в 1999 году заняла 2 место и поднялась в первую Бундеслигу. Стартовый сезон в Бундеслиге завершился для команды 10 местом. В своём первом сезоне в высшем дивизионе игроки «Унтерахинга» некоторым образом помогли своим соседям из мюнхенской «Баварии» завоевать «Серебряную салатницу». В случае победы в последнем туре чемпионом Германии становился бы леверкузенский «Байер». Но скромному «Хахингу» удалось обыграть претендента на чемпионство со счётом 2:0, в то время, как «Бавария» одолела бременский «Вердер» со счётом 3:1. В итоговой таблице «Бавария» оказалась выше, несмотря на равенство очков с леверкузенцами.
Начало нового сезона 2000/01 оказалось провальным для «Унтерахинга». Вторая половина сезона не слишком отличалась от первой, и хотя случались победы над «Баварией» и «Мюнхен-1860», сезон закончился для «Унтерахинга» на 16-м месте и «вылетом» в низший дивизион. Примечательным был последний матч «Унтерахинга» в сезоне, который клуб проводил в Гельзенкирхене против «Шальке». Матч завершился со счетом 5:3 в пользу хозяев, в то время, как главный конкурент «Шальке» в борьбе за чемпионство мюнхенская «Бавария» проигрывала со счётом 1:0 «Гамбургу». Игроки, тренер и болельщики «Шальке» начали было праздновать чемпионство, так и не дождавшись окончания матча в Гамбурге, где на последней минуте «Баварии» удалось сравнять счёт и тем самым «вырвать» титул чемпиона.
Впоследствии клуб вновь вылетел в Региональную лигу, в 2004 году вернулся, чтобы снова покинуть Вторую Бундеслигу. Сезон 2007/08 клуб отыграл в Региональной лиге, в настоящий момент (сезон 2014/15) клуб играет в Третьей лиге.
В 2012/13 сезоне хорошо начала чемпионат, будучи одним из основных претендентов на выход в первый дивизион, но «хакеры» были наказаны в 6 туре и пропустили вперёд билефельдскую «Арминию». После первых 9 туров, занял 2-е место с 19 баллами, опередив находящийся в зоне переходного плей-офф Пройссен Мюнстер на 1 балл.

## Основной состав команды
Примечание: Флаги указываются, так как игрок может иметь более одного гражданства по правилам ФИФА.
| №  |          | Позиция | Игрок                       |
| -- | -------- | ------- | --------------------------- |
| 1  | Германия | Вр      | Корбиниан Мюллер            |
| 2  | Германия | Защ     | Максимилиан Бауэр           |
| 3  | Германия | Защ     | Томас Хагн                  |
| 4  | Германия | Защ     | Александр Винклер           |
| 5  | Германия | Защ     | Йозеф Вельцмюллер (капитан) |
| 6  | Германия | ПЗ      | Ульрих Таффертшофер         |
| 8  | Германия | Защ     | Макс Домбровка              |
| 9  | Германия | Нап     | Штефан Хайн                 |
| 10 | Румыния  | ПЗ      | Максимилиан Нику            |
| 11 | Германия | Нап     | Штефан Шиммер               |
| 13 | Германия | ПЗ      | Джим-Патрик Мюллер          |
| 17 | Германия | ПЗ      | Марк Цеттль                 |
| 18 | Германия | Нап     | Томас Штайнхерр             |
| 19 | Германия | ПЗ      | Александр Пиллер            |

| №  |                         | Позиция | Игрок                             |
| -- | ----------------------- | ------- | --------------------------------- |
| 20 | Германия                | ПЗ      | Доминик Шталь                     |
| 21 | Германия                | Нап     | Саша Бигальке                     |
| 22 | Германия                | Вр      | Нико Мантл                        |
| 23 | Флаг Северной Македонии | ПЗ      | Анес Османоски                    |
| 25 | Германия                | Вр      | Микаэль Гурски                    |
| 27 | Германия                | Вр      | Стив Кролл                        |
| 28 | Германия                | Защ     | Флориан Видль                     |
| 30 | Германия                | ПЗ      | Лука Марселер                     |
| 31 | Греция                  | ПЗ      | Орестис Киомортзоглу              |
| 32 | Германия                | Защ     | Тим Шельц                         |
| 33 | Германия                | Нап     | Кристоф Элих                      |
| 35 | Германия                | ПЗ      | Финн Порат (в аренде из Гамбурга) |
| 38 | Германия                | Защ     | Марко Розенцвейг                  |

## Тренерский штаб
| Должность        | Имя               |
| ---------------- | ----------------- |
| Главный тренер   | Марк Унтерберг    |
| Тренер-ассистент | Маттиас Люджингер |
| Тренер-ассистент | Марк Эндрюс       |
| Тренер вратарей  | Себастьян Вольф   |